# 노래를 찾는 사람들
노래를 찾는 사람들(약칭: 노찾사)은 80년대에서 90년대에 걸쳐 한국에서 활동한 민중가요 노래패이다. 
1980년대 대학가에선 군부독재에 맞선 민주화 투쟁으로 많은 집회가 있었고, 그런 와중에 자연스럽게 집회 등에서 많이 불리던 민중가요 노래패들이 대학가를 중심으로 생겨났다. 민중가요는 민중들의 현실을 내용으로 하여 주로 사랑타령이던 기존의 가요와 차이를 보였으며 따라서 상업적인 성공은 기대하지 않았다. 그러나 노래를 찾는 사람들의 앨범은 대중적으로도 큰 성공을 거두며 민중가요의 발자취를 한국 대중음악사에 남기는 역할을 하였다.
서울대학교 '메아리', 고려대학교 '노래얼', 이화여자대학교 '한소리' 성균관대학교 '소리사랑' 등의 노래패 단원들이 참여했으며 가수 김민기의 영향력이 있었다.

## 디스코그라피

### 1집(1984)
1. 갈 수 없는 고향
2. 바람 씽씽
3. 산하
4. 내 눈길 닿는 곳 어디나
5. 그루터기
6. 일요일이 다가는 소리
7. 빼앗긴 들에도 봄은 오는가
8. 기도
9. 바다여 바다여

<노래를 찾는 사람들 1집>은 민중가요 최초로 합법 발매된 음반이다.
앨범 발표 당시의 정치적인 압박으로 인해 사전검열에서 통과될 정도로 순화된 노래만 실렸다.
프로듀싱은 저항포크가수 김민기 씨가 맡았다.

### 2집(1989)
1. 솔아 솔아 푸르른 솔아
2. 광야에서
3. 사계
4. 마른잎 다시 살아나
5. 그날이 오면
6. 저 평등의 땅에
7. 이 산하에
8. 오월의 노래
9. 잠들지 않는 남도

### 3집(1991)
1. 그리운 이름
2. 청산이 소리쳐 부르거든
3. 귀례이야기
4. 녹두꽃
5. 만화경
6. 선언
7. 사랑노래
8. 의연한 산하
9. 일어서는 사월
10. 임을 위한 행진곡

### 4집(1994)
1. 동지를 위하여
2. 무소의 뿔처럼 혼자서 가라
3. 동물의 왕국
4. 끝나지 않은 노래
5. 우리 큰 걸음으로
6. 떠나는 그대를 위하여
7. 진달래
8. 사계(무반주곡)
9. 노래
10. 떠나와서
11. 백두에서 한라, 한라에서 백두로

### 10주년 기념 음반(1994)
1. 여기에
2. 그대 위하여
3. 내일이면
4. 맹인부부 가수
5. 아하 사람이
6. 바다여 바다여
7. 불행아
8. 오월 이야기
9. 그날이 오면

### 모음하나(1997)
1. 먼 훗날
2. 광야에서
3. 사계
4. 일요일이 다 가는 소리
5. 끝나지 않은 노래
6. 임을 위한 행진곡
7. 함께 가자 우리 이 길을
8. 솔아 솔아 푸르른 솔아
9. 그루터기
10. 사랑노래
11. 마른 잎 다시 살아나
12. 동지를 위하여
13. 유월의 노래
14. 백두에서 한라, 한라에서 백두
15. 녹두꽃
16. 대결

### 노찾사 2＊3 재발매(2004)
1. 솔아솔아 푸르른 솔아
2. 광야에서
3. 사계
4. 마른잎 다시 살아나
5. 그날이 오면
6. 저 평등의 땅에
7. 이 산하에
8. 오월의 노래
9. 잠들지 않는 남도
10. 그리운 이름
11. 청산이 소리쳐 부르거든
12. 귀례이야기
13. 녹두꽃
14. 만화경
15. 선언
16. 사랑노래
17. 의연한 산하
18. 일어서는 사월
19. 임을 위한 행진곡

### 노찾사의 새노래 2007(2007)
1. 안녕하세요
2. 정원
3. 나의 바램
4. 일요일이 다 가는 소리
5. 나무